# Graf Zoltán
Graf Zoltán (Sopron, 1941. november 8. – Dobogókő, 2023. március 15.) állatorvos, zoológus.

## Életpályája
Graf Gyula kádármester és Wessely Ilona háztartásbeli gyermekeként született. 1959-ben érettségizett szülővárosának Széchenyi István Gimnáziumában. 1959-től 1964-ig az Állatorvostudományi Egyetemre járt, ahol 1964-ben doktori oklevelet szerzett. 1964–1972-ben ugyanitt a Sebészeti Tanszéken tanársegéd, miközben párhuzamosan 1972–1973 között a mainzi Johannes Gutenberg Orvostudományi Egyetemen volt ösztöndíjas hallgató. 1973–1978 között a Gödöllői Állatkórházban mint kórházvezető, 1978–1992-ben pedig a Fővárosi Állat- és Növénykertben mint vezető állatorvos dolgozott. Ezen időszakban kiemelkedően fontosnak tartotta az állatkerti állatok szaporodási zavarainak okait, az apaállatok vizsgálatát, ennek kapcsán elektromos ejakulátort szerkesztett. 1982-ben Magyarországon elsőként kapott magánállatorvosi működési engedélyt és a következő év áprilisában megnyitotta saját rendelőjét és 1992-től csak magánállatorvosként praktizált.
2016-ban vonult nyugdíjba. 2023. március 15-én hunyt el Dobogókőn, 81 éves korában.

## Magánélete
1968-ban vette feleségül Harsányi Etelka vegyészt, egyetemi docenst, akitől két fia, Miklós (1969–) állatorvos és Márton (1974–) pszichiáter született.

## Munkássága
Kutatási területe az egzotikus, vadon élő és cirkuszi állatok tartásának takarmányozásának és szaporodásának  problémái, betegségeik gyógyítása. Tagja volt 1975-től 2016-ig a MAE Állatorvosok Társaságának, továbbá vezetőségi tagja a Vadegészségügyi Szakorvosok társaságának (1979–1992-ig) és a Magyarországi Állatorvos Egyesület Klinikusi Társaságának (1993-2016-ig). 1992-től a Magyar Állatorvosok lapjának szerkesztési bizottsági tagja, szintén 2016-ig. A Magyar Vad-És Állatkerti Állatorvosok Társasága tagjai között is szerepelt.

## Írásai

### Folyóiratokban
- Dr. Graf Zoltán – Dr. Tamás László:  Egyszerű módszer a háziállatok véralvadási idejének és a retractio menetének a meghatározására.  Magyar Állatorvosok Lapja,  XXI. évf.  8. sz. (1966)   359–360. o.   (egyetemi tanársegédként, Gráf Zoltán néven feltüntetve.)
- Dr. Vághy Tamás – Graf Zoltán:  Kísérletek Famosept-oldatnak in vivo történő alkalmazásával.  Magyar Állatorvosok Lapja,  XXII. évf.  2. sz. (1967)   66–69. o.   (Gráf Zoltán néven feltüntetve.)
- Dr. B. Kovács András – Dr. Somogyvári Kálmán – Dr. Gerendás Mihály – Dr. Graf Zoltán:  Fibrin-tartalmú Fibrofurin sebhintőpor-Phylaxia ad us. vet. kísérletes vizsgálata.  Magyar Állatorvosok Lapja,  XXIV. évf.  9. sz. (1969)   476–482. o.   (Gráf Zoltán néven feltüntetve)
  - A. B. Kovács – К. Somogyvári – M. Gerendás – Z. Gráf:  Experimentelle Untersuchung eines fibrinhaltigen Wundstreupulvers.  Acta Veterinaria,  20. sz. (1970)   195–206. o.
- Dr. B. Kovács András – Dr. Somogyvári Kálmán – Dr.  Felkai Ferenc – Dr. Graf Zoltán:  A Plastabol-spray sebfedő kísérletes vizsgálata.  Magyar Állatorvosok Lapja,  XL. évf.  11. sz. (1969)   611–614. o.   (Gráf Zoltán néven feltüntetve.)
  - А. Б. Ковач – К. Шомодьвари – Ф. Фелкаи – 3. Граф:  ЭКСПЕРИМЕНТАЛЬНОЕ ИЗУЧЕНИЕПЛАСТУБОЛА — ПОКРЫВАТЕЛЯ ДЛЯ  РАН.  Acta Veterinaria,  20. sz. (1970)   81–89. o.
- Dr. Graf Zoltán:  Beszámoló a Kisállatok Állatorvosi Világszervezete német csoportjának kongresszusáról: Stuttgart, 1973. szeptember.  Magyar Állatorvosok Lapja,  XXIX. évf.  3. sz. (1973. szeptember)   215. o.   (Gráf Zoltán néven feltüntetve.)
- Graf Zoltán:  Állatkerti élet: Zsiráfpedikűr altatással.  Élet és Tudomány,  XXXIII. évf.  43. sz. (1978. október 27.)   919–921. o.   (Gráf Zoltán néven feltüntetve, Kapocsy György fotóival.)
- Graf Zoltán:  Állatkerti élet: Meddig él az elefánt?  Élet és Tudomány,  XXXIV. évf.  29. sz. (1979. július 20.)   1359–1361. o.   (Kapocsy György fotóival.)
- Dr. Graf Zoltán:  Ketaminhidroklorid alkalmazása állatkerti emlős állatokon a budapesti állatkertben.  Magyar Állatorvosok Lapja,  XXXVI. évf.  4. sz. (1981)   264–271. o.
- Graf Zoltán:  Új kutyabetegség.  Élet és Tudomány,  XXXVI. évf.  1. sz. (1981. január 2.)   6–7. o.   (Gráf Zoltán néven feltüntetve)
- Dr. Graf Zoltán:  A csülkösvad „altatása”.  Nimród,  CI. évf.  2. sz. (1981)   59. o.
- Graf Zoltán:  A víziló foghúzása.  Élet és Tudomány Kalendáriuma,   (1982)   132–135. o.   (Kapocsy György fotóival.)
- Dr. Graf Zoltán:  Adatok az ékszerteknős (Pseudemys gen.) megbetegedéseihez.  Magyar Állatorvosok Lapja,  XXXVII. évf.  4. sz. (1982)   277–280 . o.
- Fehér György – Graf Zoltán:  Adatok a kétpúpú teve (Camelus bactrianus) emésztőkészülékének és halűri szerveinek topográfiájához.  Állattani Közlemények,  70. sz. (1983. november)   39–44. o.
- Dr. Tóth Jószef – Dr. Graf Zoltán:  Inhalációs narkózis állatkerti madarakon.  Magyar Állatorvosok Lapja,  XXXVIII. évf.  4. sz. (1983)   231–233. o.
- Dr. Tóth Jószef – Dr. Graf Zoltán:  Velőűrszegezés állatkerti és vadmadarakon.  Magyar Állatorvosok Lapja,  XXXVIII. évf.  4. sz. (1983)   234–238. o.
- Dr. Graf Zoltán:  Etorfin-hidroklorid (M 99) alkalmazása az állatorvosi gyakorlatban.  Magyar Állatorvosok Lapja,  XXXVIII. évf.  12. sz. (1983)   733–738. o.
- Dr. Graf Zoltán – Németh István:  Elektroejakulátor készítése és alkalmazása állatkerti és háziállatokon.  Magyar Állatorvosok Lapja,  XL. évf.  3. sz. (1985)   169–174. o.
- Bokori József – Graf Zoltán:  A teve emésztése és emésztőszervi betegségei: 1. Szájszervek, nyálmirigyek és nyelőcső.  Magyar Állatorvosok Lapja,  CXXI. évf.  7. sz. (1999)   391–400. o.   (Gráf Zoltán néven feltüntetve.)
- G. Boros – Z. Gráf – Mária Benkő – A. Bartha:  Isolation of a bovine adenovirus from fallow deer (Dama dama).  Acta Veterinaria,  33. sz. (1985)   119–123. o.
- Graf Zoltán:  Methylprednisolon klinikai alkalmazása.  Állatorvosi Kamarai Hírek,  V. évf.  2. sz. (1994. május 25.)   35–36. o.
- Bokori József – Graf Zoltán:  A teve emésztése és emésztőszervi betegségei: 2. A gyomor és a belek.  Magyar Állatorvosok Lapja,  CXXI. évf.  12. sz. (1999)   683–686. o.
- Fehér György – Graf Zoltán – Sótonyi Péter:  Néhány érdekesség a zsiráf csontos vázáról.  Állattani Közlemények,  68. sz. (1981. november)   49–60. o.   (Gráf Zoltán néven feltüntetve.)

#### Könyvismertetések
- Dr. Graf Zoltán:  Christoph, H-J.: A macskabetegségek klinikuma (Klinik der Katzenkrankheiten).  Magyar Állatorvosok Lapja,  XL. évf.  8–9. sz. (1978)   637. o.[M. 4]
- Dr. Graf Zoltán:  Fowler, M. E.: Állatkerti és vadonélő állatok betegségei (Zoo and Wild Animal Medicine).  Magyar Állatorvosok Lapja,  XXXVI. évf.  5. sz. (1981)   338. o.[M. 5]
- Dr. Goóts László – Dr. Graf Zoltán:  Tamás L. (szerk.): Állatorvosi sebészet (1−3. kötet).  Magyar Állatorvosok Lapja,  XLIV. évf.  6. sz. (1989)   341–342. o.
- Dr. Graf Zoltán:  Gabrisch, K. – Zwart, P. (szerk.) – Dorrestein, G. M. (közreműködésével): Kedvtelésből tartott állatok betegségei.  Magyar Állatorvosok Lapja,  XLVI. évf.  8. sz. (1991)   509–510. o.[M. 6]

#### Egyéb
- Rosemarie Schär:  Macskák néhány gyakrabbanelőforduló magatartászavara.  Magyar Állatorvosok Lapja,  LI. évf.  11. sz. (1996)   664–666. o.   Graf Zoltán: Kiegészítés - Megjegyzés (665–666. o.)

##### Beszámolók, előadások
- Dr. Mezősi László – Dr. Gráf Zoltán: „Újabb tapasztalatok a kutya tetanuszának kezelésében”[9]
- Dr. Mezősi László – Dr. Gráf Zoltán: „Adatok a kutya epiphysiseinek betegségeihez”[9]
- Verhandlungsbericht des Int. Symp. über die Erkranungen der Zootiere (Veszprém, 1982: In vitro teszt állatkerti elefántok és majmok tuberkulózisának diagnosztikájához)[4]
- Verhandlungsbericht des 31. Int. Symp. über die Erkranungen der Zoo- und Wildtiere (Dortmund, 1989: Filariosis gibbonokon)[4]

### Könyvei
- Graf Zoltán, Tóth Anikó (grafikus).szerk.: V. Farkas József, Fehér Erika, Pesthy Gábor: A városi kutya, Néhány fekete-fehér illusztrációval., Budapest: Mezőgazdasági Kiadó Kft.. ISBN 963-234-414-6 (1990)
- Graf Zoltán, Mircse Áron (grafikus).szerk.: V. Farkas József, Fehér Erika, Pesthy Gábor: Állatkedvencek tartása és gyógyítása, Fekete-fehér illusztrációkkal., Budapest: Mezőgazdasági Kiadó Kft.. ISBN 963-234-533-9 (1991)

#### Lektorként
- Dr. Kökény Gábor, Dr. Somogyvári Kálmán, Dr. Szokolóczy Iván, Dr. Zájer József.szerk.: Dr. Tamás László, Obrusánszki Ödönné: Állatorvosi sebészet 1. – Sebészeti diagnosztika és általános sebészet, (Gráf Zoltán néven feltüntetve.), 46 ábrával, 140 fényképpel illusztrálva., Budapest: Mezőgazdasági Könyvkiadó Vállalat. ISBN 2399986401610 (1986)
- Dr. Kökény Gábor, Dr. Somogyvári Kálmán, Dr. Szokolóczy Iván, Dr. Zájer József.szerk.: Dr. Tamás László, Obrusánszki Ödönné: Állatorvosi sebészet 2. – A háziállatok sebészeti betegségei, (Gráf Zoltán néven feltüntetve.), 21 ábrával, 708 fényképpel illusztrálva., Budapest: Mezőgazdasági Könyvkiadó Vállalat. ISBN 963-232-439-0 (1987)
- Dr. Kökény Gábor, Dr. Somogyvári Kálmán, Dr. Szokolóczy Iván, Dr. Tóth József, Dr. Zájer József, Dr. Zsoldos László.szerk.: Dr. Tamás László: Állatorvosi sebészet 3. – Anaesthesiologia/általános műtéttan/részletes műtéttan, 313 ábrával, 148 fényképpel illusztrálva., Budapest: Mezőgazdasági Könyvkiadó Vállalat. ISBN 963-232-653-9 (1988)
- David Taylor. Hogyan lettem állatkerti orvos – A „vadállatok orvosának” kalandjai, Néhány fekete-fehér illusztrációval., Budapest: Gondolat Könyvkiadó. ISBN 963-282-398-2 (1990)
- Tóth József, Tamás László.szerk.: Wenszky Ágnes, Dr. Gerencsér József: Állatorvosi anaesthesiologia, Fekete-fehér fotókkal illusztrált., Budapest: Mezőgazda Kiadó. ISBN 963-8160-75-6 (1993)
- Frank László, Dr. Ásványi Tamás, Dr. Hasznos Ilona. Az újra felfedezett strucc tartástechnológiája és egészségtana – Európában az egyetlen, a témakört teljesen átfogó mű tenyésztőknek és érdeklődőknek, Színes és fekete-fehér illusztrációkkal., Bonsai Bt.. ISBN 963-04-6605-8 (1996)

## Díjai, kitüntetései
2000-ben  Tönkő Pál, és Vajdovich Károly mellett kapta meg a Mócsy emlékérmet.